# Pieczkaïta
La pieczkaïta és un mineral de la classe dels fosfats que pertany al grup de l'apatita. Rep el nom en honor d'Adam Pieczka (Wilamowice, província de Silèsia, Polònia, 8 de setembre de 1957), professor adjunt al Departament de Mineralogia, Petrografia i Geoquímica de la Facultat de Geologia, Geofísica i Protecció del Medi Ambient de Cracòvia, Polònia, per les seves àmplies contribucions a la química cristal·lina dels minerals de les pegmatites.

## Característiques
La pieczkaïta és un fosfat de fórmula química Mn₅(PO₄)₃Cl. Va ser aprovada com a espècie vàlida per l'Associació Mineralògica Internacional el 2014, sent publicada l'any 2015. Cristal·litza en el sistema hexagonal. La seva duresa a l'escala de Mohs es troba entre 4 i 5.
Segons la classificació de Nickel-Strunz pertany a «08.BN - Fosfats, etc. amb anions addicionals, sense H₂O, només amb cations de mida gran, (OH, etc.):RO₄ = 0,33:1» juntament amb els següents minerals: aradita, magganasita, fluorpiromorfita, fluorsigaiïta, fluoralforsita, alforsita, belovita-(Ce), clorapatita, mimetita-M, johnbaumita-M, fluorapatita, hedifana, hidroxilapatita, johnbaumita, mimetita, morelandita, piromorfita, fluorstrofita, svabita, turneaureïta, vanadinita, belovita-(La), deloneïta, fluorcafita, kuannersuïta-(Ce), hidroxilapatita-M, fosfohedifana, hidroxilpiromorfita, estronadelfita, fluorfosfohedifana, carlgieseckeïta-(Nd), vanackerita, miyahisaïta, hidroxilhedifana, pliniusita, parafiniukita, arctita, krügerita i goryainovita.
L'exemplar que va servir per a determinar l'espècie, el que es coneix com a material tipus, es troba conservat a les col·leccions mineralògiques del departament d'història natural del Museu Reial d'Ontario, a Ontario (Canadà), amb el número de catàleg: m56483.

## Formació i jaciments
Va ser descoberta a la pegmatita Núm. 22 del llac Cross, a Manitoba (Canadà). També ha estat descrita en dos indrets del Voivodat de la Baixa Silèsia, a Polònia: la pegmatita Julianna, a Piława Górna (comtat de Dzierżoniów) i a la mina del mont Szklana, a la localitat de Gmina Ząbkowice Śląskie (comtat de Ząbkowice Śląskie). Aquests tres indrets són els únics de tot el planeta on ha estat descrita aquesta espècie mineral.